# Bernard Palissy

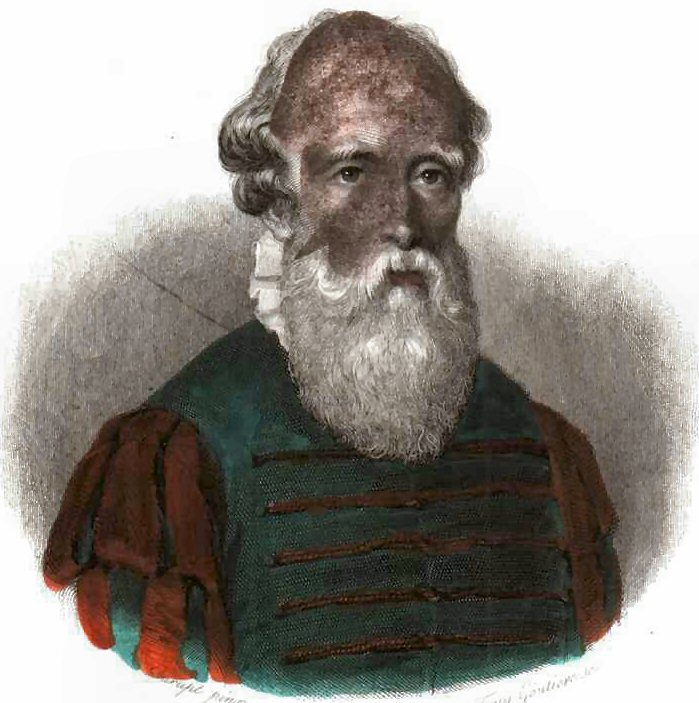
Bernard Palissy

Bernard Palissy (Sant Avit, prop de La Capèla Biron (Òlt i Garona), cap a 1510 - París, 1589 o 1590) va ser un ceramista i científic francès, famós per haver maldat durant 16 anys per imitar la ceràmica xinesa.

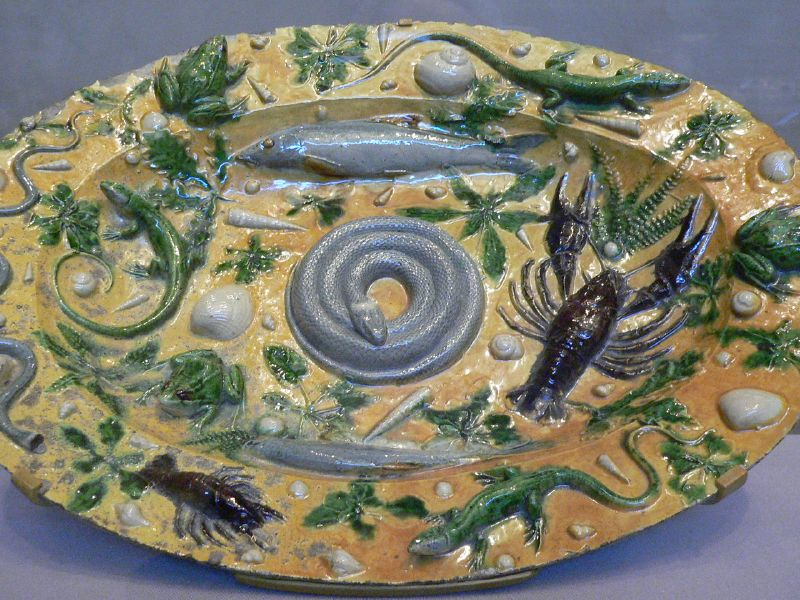
Plat rústic amb rèptils i crustacis, Bernard Palissy, 1550

## Biografia
Fill d'una família pobra, va adquirir els seus coneixements de manera autodidacta. Cap a 1539 va fer recerques sobre l'esmalt blanc. El 1546 es va fer hugonot i per aquesta causa el 1559 va ser empresonat.
El 1572, protegit per Caterina de Medicis, sobreviu a la matança de protestants de la nit de Sant Bartomeu i es refugia a Sedan.
El 1574 torna a París, on imparteix classes científiques. Diserta sobre l'aigua de les fonts, els metalls contra l'alquímia, sobre l'arc de Sant Martí, etc. Se'l considera un precursor de l'edafologia.
El desembre de 1586, tornà a ser detingut per ser hugonot i és condemnat a l'exili, però restà a París i el 1588 és condemnat a mort, pena commutada per cadena perpètua. Morí a la Bastilla de París.

## Com artista
- A partir de 1530, estudia la tècnica de cocció dels glacejats. De 1536 a 1556 es dedica a estudiar el secret de l'esmalt.

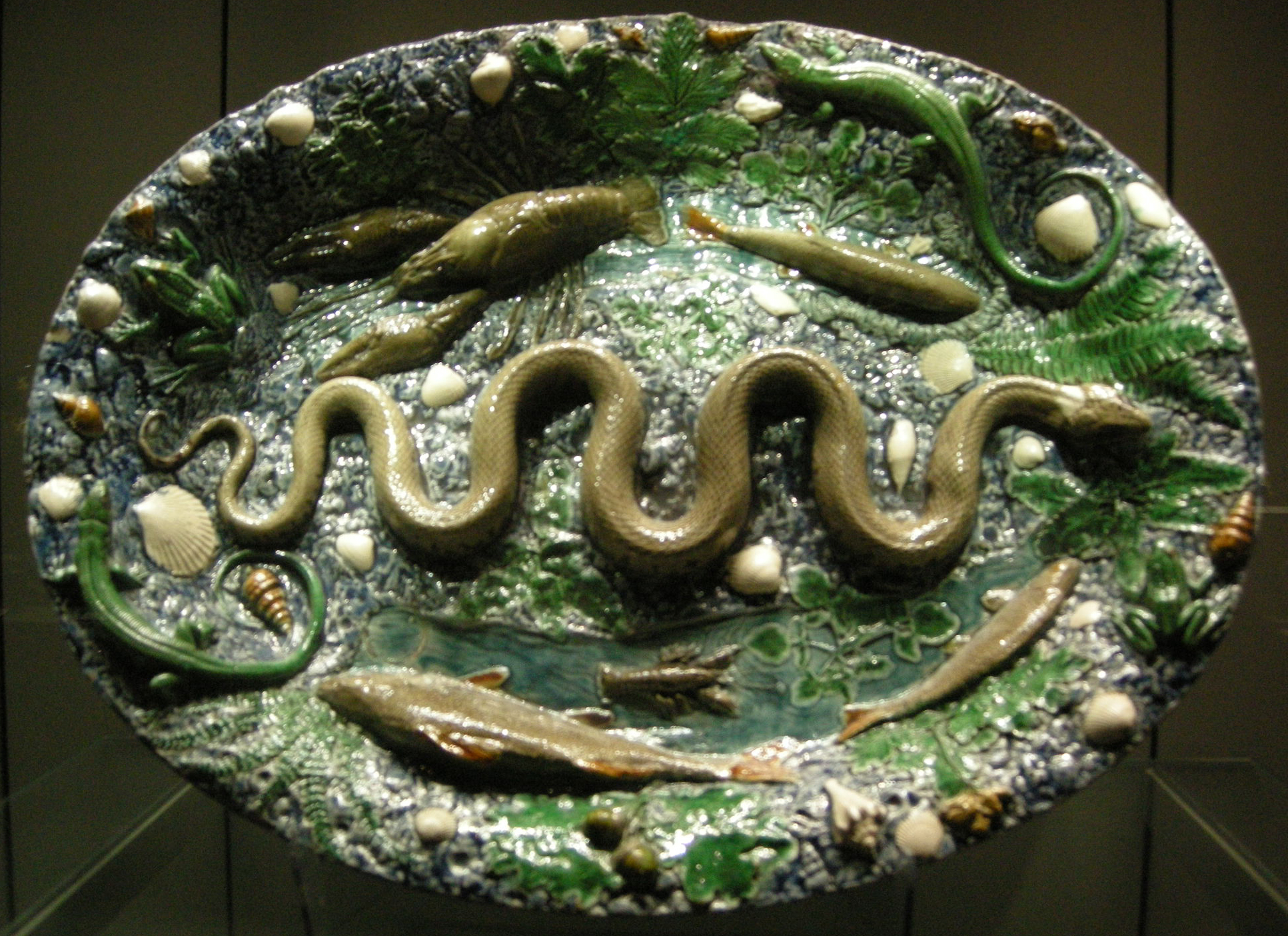
Safata rústica, al museu del Louvre

## Com a científic
Treballà com a geòmetra.
- El 1562: dissenya la gruta rústica del duc de Montmorency.
- El 1580, publica a París Discours admirable de la nature des eaux et fontaines tant naturelles qu'artificielles.
- En L'Art de terre, reflecteix la seva lluita per aconseguir un esmalt francès.
- Treballarà en el camp de la mineralogia, la vida vegetal i els fòssils.

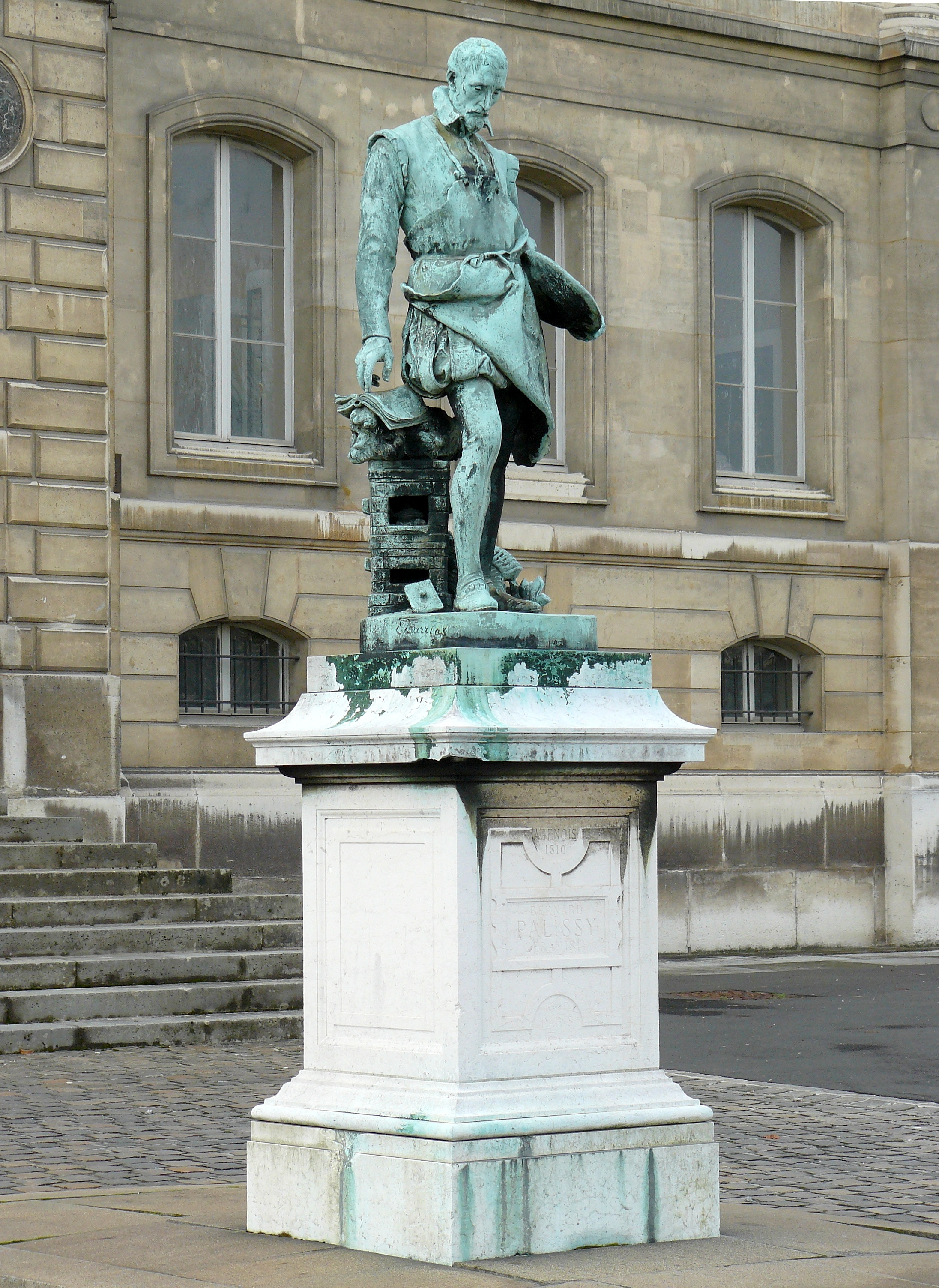
Estàtua de Pallissy per Louis-Ernest Barrias, davant el Museu Nacional de Ceràmica de Sèvres

Inspirà Honoré de Balzac la figura de Balthazar Claës en la novel·la La Recherche de l'absolu.